# Royal Léopold Club (hockey sur gazon)
 (septembre 2016).
Améliorez-le ou discutez des points à vérifier. 
 (mai 2012).
Si vous disposez d'ouvrages ou d'articles de référence ou si vous connaissez des sites web de qualité traitant du thème abordé ici, merci de compléter l'article en donnant les références utiles à sa vérifiabilité et en les liant à la section « Notes et références ».
Maillots
Dernière mise à jour : 14 décembre 2010.
Le Royal Léopold Club est un club belge de hockey sur gazon situé à Uccle. Le nom de Léopold Club fut choisi en l’honneur de sa majesté le roi Léopold II.

## Historique
Le Royal Léopold Club est créé en 1893 par une douzaine de joueurs de football. Le capitaine Reyntiens a proposé ce nom en l’honneur de sa majesté le roi Léopold II dont il était l’officier d’ordonnance.
En 1900, il prend la forme d’une société anonyme, les asbl n’existant pas encore.
Le club s’installe en 1901 dans le parc Brugmann, dont les propriétaires mettent à disposition 7,5 hectares pour un loyer symbolique et le tennis ainsi que le hockey sont ajoutés aux activités du club.
En 1952, le Léopold Club rachète 5,5 hectares du parc à la famille Brugmann qui décide de rentabiliser la propriété en la lotissant en grande partie. Ce rachat est entièrement financé par une augmentation du capital et quelques donateurs, tels que les familles Washer, de Launoit, Brugmann, etc.
Le club insiste encore et toujours, et ce depuis sa création, sur le fait qu’il n’est pas une entreprise commerciale.
En 1970, Thierry Moreau de Melen (1er Président), Philippe Humblet et Yves Brose, tous anciens du Léo créent le club du Sukkelweg. Dans les années 80 et 90, tous les anciens « grands joueurs » de première du Léo passent par le Sukkel au point que le satellite parvient à terminer devant le maître. Le Sukkel a remporté plusieurs titres en D4, D3 et D2 et également une quatrième place en D1 (DH actuelle). Pour l’anecdote, Joël Delaby, présent à la création du Sukkel en 1970 joue toujours aujourd'hui en vétérans au Léo.
Ce club, roi de la fête, disparait en 2006, faute de joueurs pour prendre la relève.
| 1893      | Création du Royal Léopold Club                    |
| 1900      | Le club devient société anonyme                   |
| 1901      | Installation dans la parc Brugmann                |
| 1952      | Rachat des 5,5 hectares du parc                   |
| 2018-2019 | Dernier titre de Champion de Belgique (Messieurs) |

## Les infrastructures
Le Léopold club compte de nombreuses infrastructures sur son site. Sécurisées 24h/24h, ces installations sont, entre autres, composées de :
- 2 terrains de hockey (1 astro semi-sablé, 1 astro mouillé) avec éclairage,
- 1 club house réservé aux membres avec restaurant, bar, snack et 2 salles de séminaires,
- 1 restaurant-bar surplombant les terrains de hockey pour les jours de forte affluence,
- 4 vestiaires pour les équipes visiteuses,
- 1 centre de séminaire et banquet pouvant accueillir jusque 200 personnes,
- 1 parking 95 places.

## Valeurs
Le Royal Léopold Club met un point d’honneur à veiller à la santé de ses membres. Avec comme devise « Mens sana in corpore sano », sa politique antidopage prend tout son sens. « Le club bannit toute utilisation de substances hallucinogènes, ne peut tolérer un tel comportement et ne pourra, en aucun cas, soutenir le fautif dans ses démarches visant à amoindrir la suspension infligée par la fédération… Qu’on se le dise ! »
L’éthique dans le sport est la base des valeurs du club. C’est aussi pour ça que le Léopold Club insiste sur le respect de la charte « Sport Ethique » proposée par le Ministre des Sports qui appelle au respect des règlements, d’autrui dans sa différence, du matériel et de soi. D’après cette charte :
« Les sports collectifs doivent être considérés comme l’école de la solidarité et de la maitrise de soi. »

## Aujourd'hui et demain
Aujourd’hui, la section hockey fait partie des meilleurs clubs belges. Elle aligne 52 équipes, dont 18 en adultes et 34 en jeunes, en Championnat de Belgique. Ce grand nombre d’équipes de jeunes alignées est l’illustration du rôle éducatif important que joue le club.
Au vu de son palmarès et de ses nombreuses équipes jeunes, le « Léo » n’a pas de souci à se faire pour l’avenir de sa section hockey.
L’équipe 1re Messieurs a été sacrée 26 fois championne de Belgique. Leur dernier titre remonte à la saison 2018-2019 et ils se situent chaque année dans le top du classement. Le club peut aussi être fier des 14 titres remportés par son équipe 1re Dames.

## Composition de l’équipe première Messieurs (2015-2016)
L’entraineur et coach de l’équipe 1re Messieurs est Robin Geens. Il est épaulé par Thomas Van Den Balck (T2) et Bob Maroye (T3).
Le noyau de cette équipe est composé de joueurs du cru ainsi que d’internationaux belges d’âge et du noyau A : Max Plennevaux, Nicolas Poncelet, Tom Boon.